# Гудилин, Евгений Алексеевич
Евгений Алексеевич Гудилин (родился 18 ноября 1969) — российский химик-материаловед, заместитель декана факультета наук о материалах МГУ, член-корреспондент РАН.
Возглавляет группу функциональных материалов в лаборатории неорганического материаловедения кафедры неорганической химии химического факультета МГУ.

## Биография
Родился 18 ноября 1969 года.
С 1987 по 1992 год учился на химическом факультете МГУ, после окончания поступил в аспирантуру. Защитил кандидатскую диссертацию в 1995 году.
В 2003 году защитил докторскую диссертацию «Направленный синтез сверхпроводящих керамических материалов на основе РЗЭ-бариевых купратов».
В 2006 году в возрасте 37 лет был избран членом-корреспондентом Российской академии наук, оказавшись самым молодым среди избранных кандидатов.
В 2007 году стал главным редактором журнала «Нанометр».
Лауреат премии МГУ им. И. И. Шувалова (2003) за цикл научных работ «Температурно-временная эволюция и локальная структура РЗЭ-бариевых купратов».

## Научная деятельность
Научная деятельность Е. А. Гудилина посвящена следующим основным направлениям:
- разработка методов получения, исследование свойств высокотемпературных сверхпроводников (ВТСП) на основе купратов бария и редкоземельных элементов, а также висмутсодержащих купратов;
- изучение смешанных манганитов кальция-меди, обладающих эффектом колоссального магнетосопротивления;
- поиск эффективных методов достижения предпочтительной кристаллографической ориентации поликристаллических слоёв.

## Преподавательская деятельность
Е. А. Гудилин читает для студентов 5 курса факультета наук о материалах МГУ курс лекций «Функциональные материалы», который является одним из важнейших элементов программы подготовки по специальности «Химия, физика и механика материалов», и часть курса лекций по неорганической химии для студентов 1 курса химического факультета МГУ.